# Fulshear
Fulshear è un centro abitato degli Stati Uniti d'America, situato nella contea di Fort Bend dello Stato del Texas.
La popolazione era di 1.134 persone al censimento del 2010. Fa parte dell'area metropolitana di Houston–The Woodlands–Sugar Land.

## Geografia fisica
Fulshear è situata a 29°41′27″N 95°53′26″W (29.690824, -95.890531), all'incrocio tra la Farm to Market Road 359 e la Farm to Market Road 1093.
Secondo lo United States Census Bureau, ha un'area totale di 8,2 miglia quadrate (21 km²).

## Società

### Evoluzione demografica
Secondo il censimento del 2000, c'erano 716 persone, 251 nuclei familiari e 192 famiglie residenti nella città. La densità di popolazione era di 87,7 persone per miglio quadrato (33,9/km²). C'erano 260 unità abitative a una densità media di 31,8 per miglio quadrato (12,3/km²). La composizione etnica della città era formata dal 59,92% di bianchi, il 24,02% di afroamericani, lo 0,42% di nativi americani, lo 0,70% di asiatici, il 13,41% di altre razze, e l'1,54% di due o più etnie. Ispanici o latinos di qualunque razza erano il 22,49% della popolazione.
C'erano 251 nuclei familiari di cui il 39,0% aveva figli di età inferiore ai 18 anni, il 62,9% erano coppie sposate conviventi, l'11,6% aveva un capofamiglia femmina senza marito, e il 23,5% erano non-famiglie. Il 20,7% di tutti i nuclei familiari erano individuali e il 6,0% aveva componenti con un'età di 65 anni o più che vivevano da soli. Il numero di componenti medio di un nucleo familiare era di 2,85 e quello di una famiglia era di 3,33.
La popolazione era composta dal 32,1% di persone sotto i 18 anni, il 6,7% di persone dai 18 ai 24 anni, il 27,4% di persone dai 25 ai 44 anni, il 25,3% di persone dai 45 ai 64 anni, e l'8,5% di persone di 65 anni o più. L'età media era di 36 anni. Per ogni 100 femmine c'erano 98,9 maschi. Per ogni 100 femmine dai 18 anni in giù, c'erano 96,8 maschi.
Il reddito medio di un nucleo familiare era di 44.375 dollari, e quello di una famiglia era di 54.444 dollari. I maschi avevano un reddito medio di 40.893 dollari contro i 36.563 dollari delle femmine. Il reddito pro capite era di 19.489 dollari. Circa il 15,6% delle famiglie e il 22,8% della popolazione erano sotto la soglia di povertà, incluso il 24,8% di persone sotto i 18 anni e il 27,6% di persone di 65 anni o più.

## Galleria d'immagini

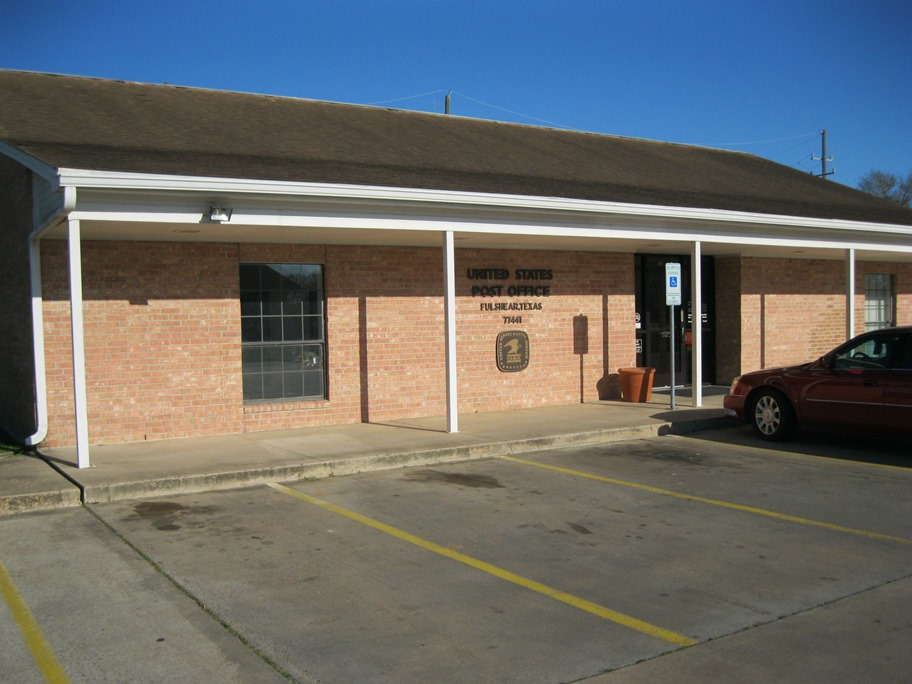
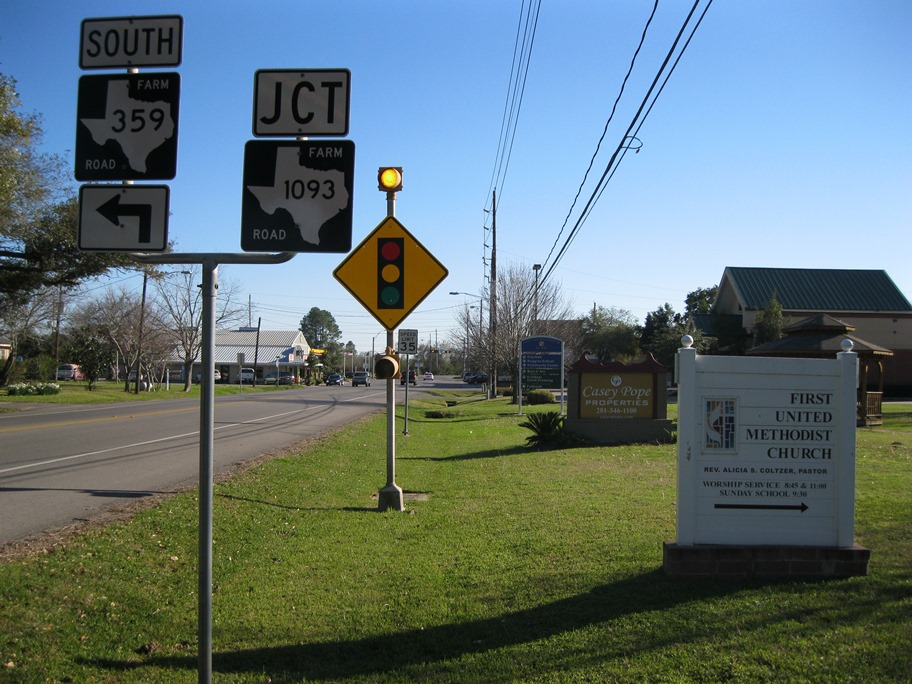